# پهپاد

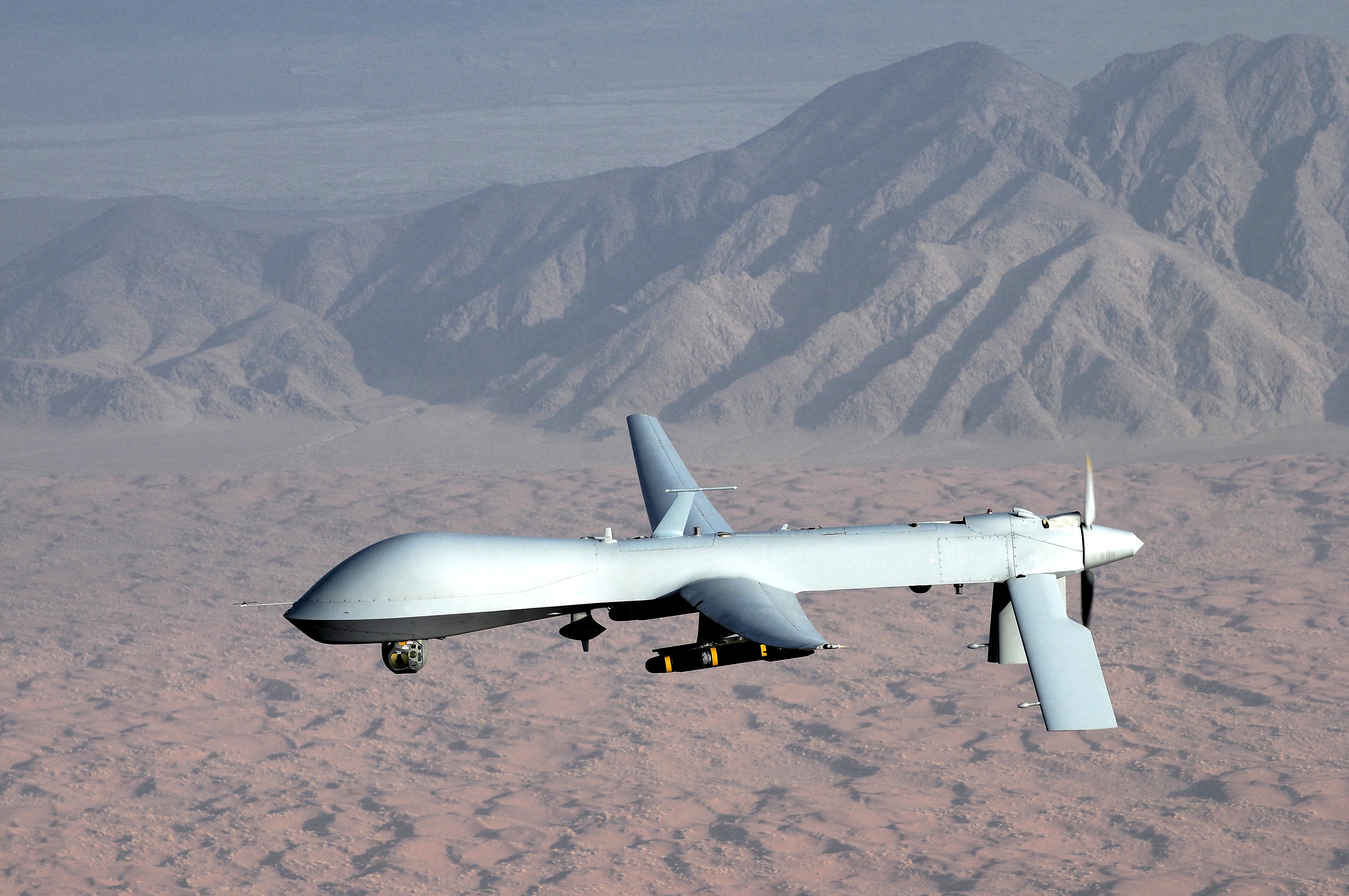
پهپاد جاسوسی ام کیو-۱ پرداتور متعلق به ارتش ایالات متحده آمریکا که در جنگ خلیج فارس به کار گرفته شد.

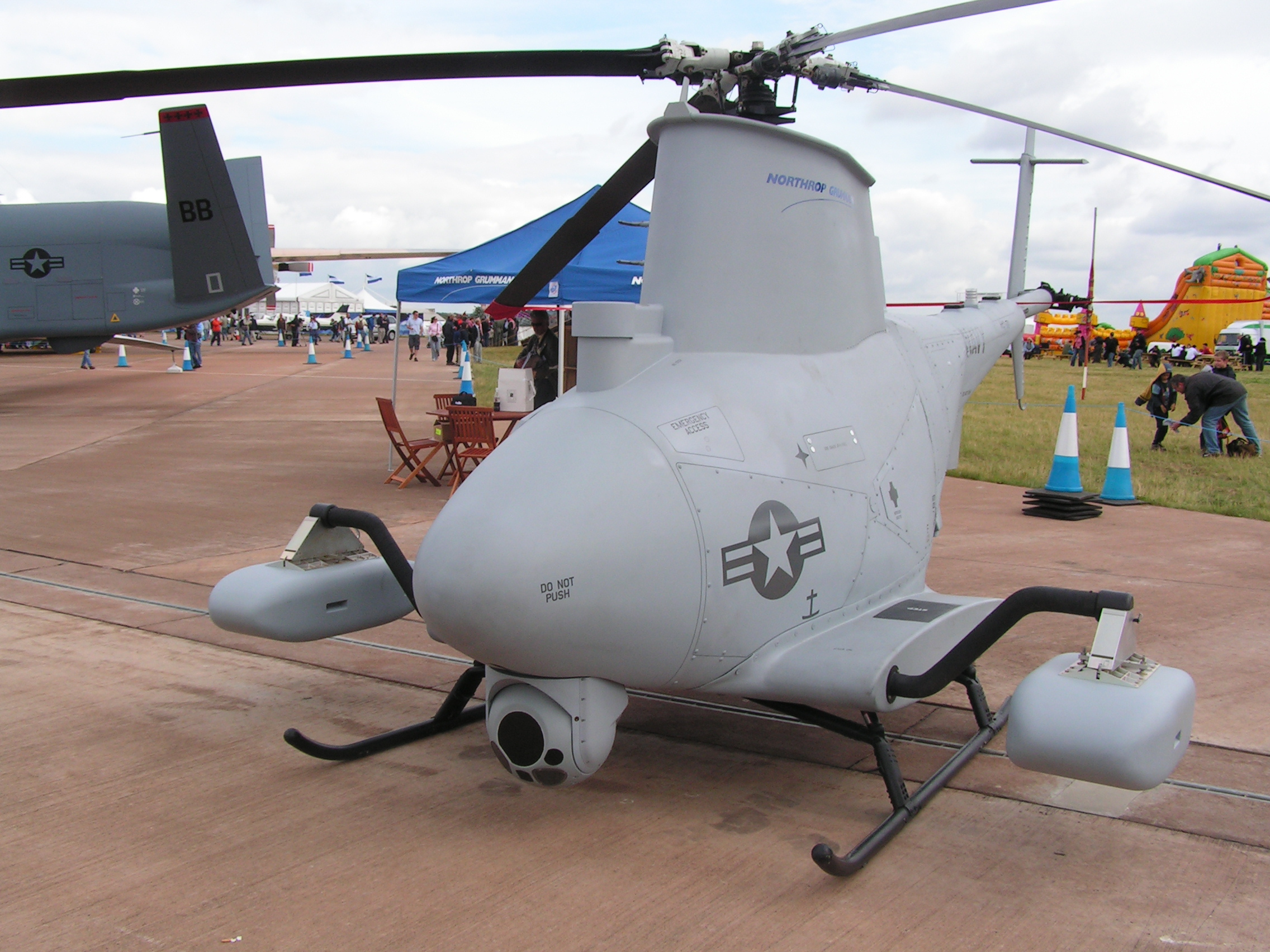
پهپاد MQ-8B Fire Scout. این پهپاد به منظور شناسایی، آگاهی از موقعیت، پشتیبانی هوایی و پشتیبانی دقیق از اهداف زمینی و دریایی طراحی شده‌است.

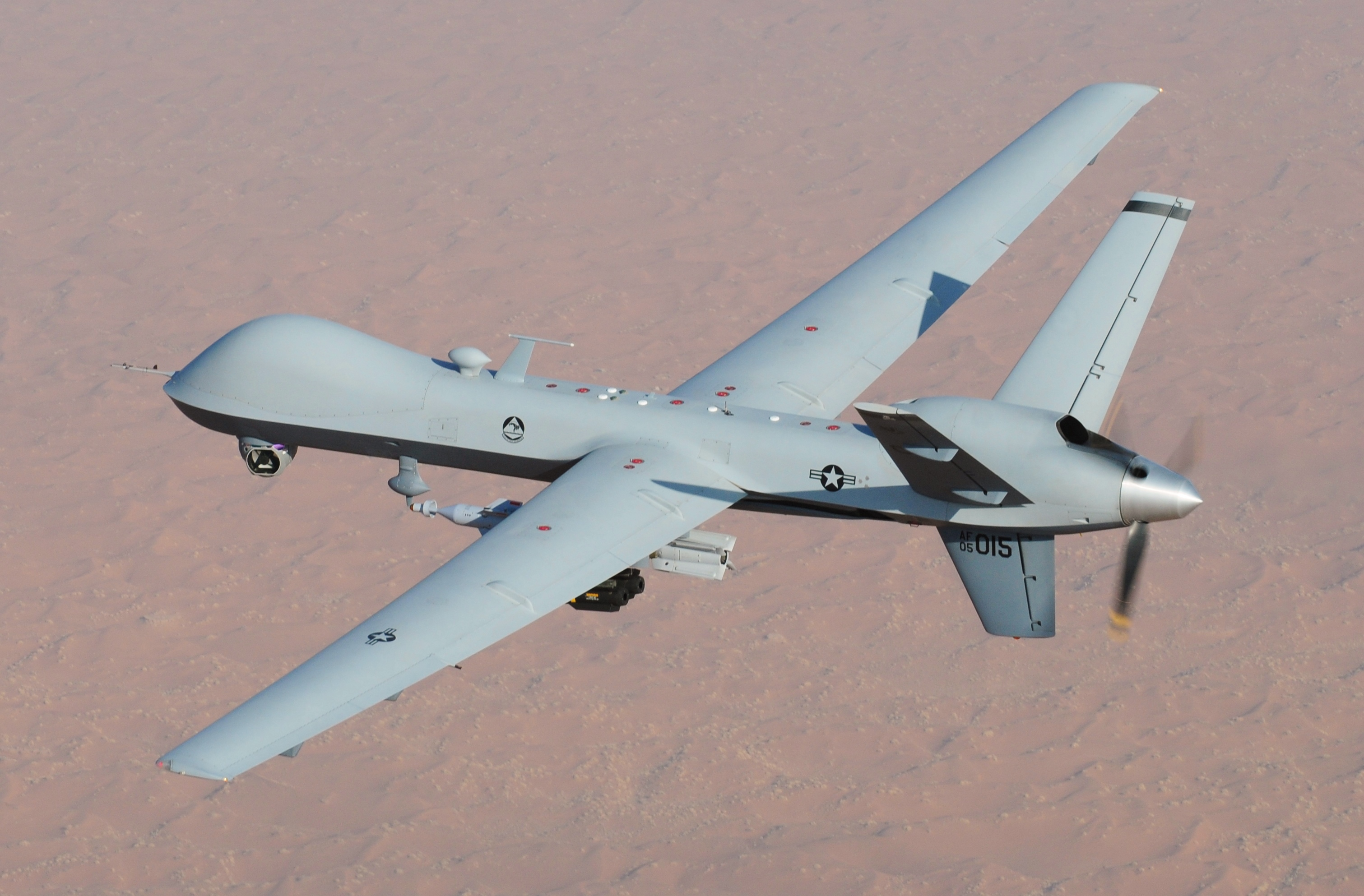
پهپاد عملیاتی جنرال اتمیکس ام‌کیو ۹ ریپر، که یک پهپاد نظارتی ضربتی است.

پرنده هدایت‌پذیر از دور یا به اختصار پَهپاد که به آن هواپیمای بدون سرنشین (به انگلیسی: Unmanned aerial vehicle) نیز می‌گویند، گونه‌ای هواگرد هدایت‌پذیر از راه دور بدون سرنشین با هدایت کنترلی است. پرواز پهپادها ممکن است تحت کنترل از راه‌دور توسط یک خلبان، یا با درجات مختلفی از خودمختاری، مانند کمک توسط خلبان خودکار (autopilot)، تا هواپیماهای کاملاً خودمختار که هیچ شرطی برای مداخله انسانی ندارند و بدون نیاز به هدایت انجام شود. پهپادها را می‌توان به روشی دیگر هدایت کرد. به این شکل که از قبل نقاطی برای آنها انتخاب کرد و پهپاد روی این نقاط حرکت می‌کند و عملیات انجام می‌دهد.
پهپادها در ابتدا، در طول سدهٔ بیستم برای مأموریت‌های نظامی که برای انسان‌ها بسیار «کسل‌کننده یا خطرناک» بودند ساخته شدند و در قرن بیست و یکم به دارایی‌های ضروری برای اکثر ارتش‌ها تبدیل شدند. با بهبود فناوری‌های کنترل و کاهش هزینه‌ها، استفاده از آنها به بسیاری از برنامه‌های غیرنظامی گسترش یافت. این کاربردها شامل نقشه برداری هوایی ، عکاسی هوایی، تحویل و ارسال کالا، کشاورزی، کاربردهای پلیسی و نظارتی، بازرسی از زیرساخت‌ها، کاربردهای علمی و تحقیقاتی، قاچاق، و مسابقات هواپیماهای بدون‌سرنشین می‌باشد.

## اصطلاحات
برای هواپیماهایی که بدون هیچ شخصی در داخل پرواز می‌کنند، اصطلاحات متعددی وجود دارد. 
اصطلاح "پهپاد" از اوایل دوران هوانوردی مورد استفاده قرار گرفته است و برخی از آنها به هواپیماهای هدفی که به‌صورت از راه دور برای تمرین شلیک توپخانه یک ناو جنگی استفاده می‌شدند، تعلق دارند؛ مانند "فِری کِیوان" در دهه 1920 و "دی هاویلند کین بی" در دهه 1930. نمونه‌های بعدی شامل "ایر اسپید کین واسپ" و "مایلز کین مارتینت" بود که در نهایت با "GAF جاندیویک" جایگزین شدند. این اصطلاح همچنان به‌طور رایج استفاده می‌شود. علاوه بر نرم‌افزار، پهپادهای خودران همچنین از مجموعه‌ای از فناوری‌های پیشرفته استفاده می‌کنند که به آنها امکان می‌دهد تا بدون دخالت انسان مأموریت‌های خود را انجام دهند؛ مانند رایانش ابری، بینایی کامپیوتری، هوش مصنوعی، یادگیری ماشین، یادگیری عمیق و حسگرهای حرارتی. برای استفاده‌های تفریحی، یک پهپاد عکاسی هوایی، یک هواپیما است که دارای قابلیت‌های ویدئو از نمای اول شخص، خودران یا هر دو است. 

## تاریخچه

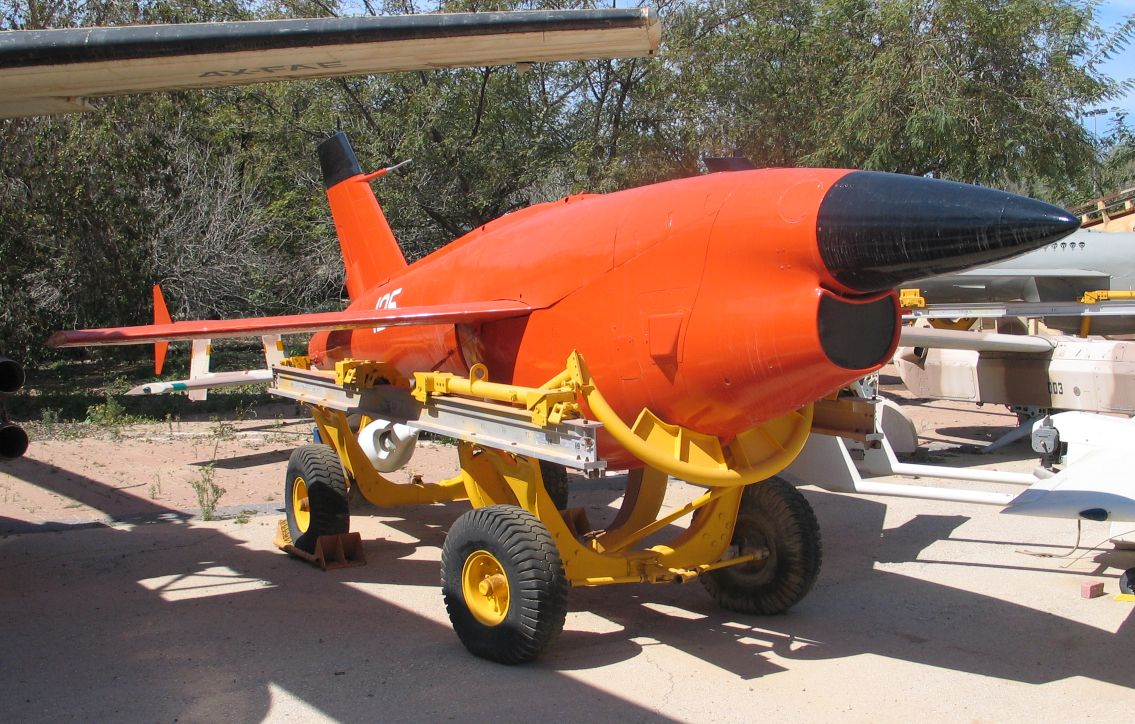
رایان فایربی یکی از هواپیماهای بدون سرنشین

در سال ۱۸۴۹ اتریش، بالن پر از بمب بدون سرنشینی را برای حمله به ونیز فرستاد. نوآوری پهپاد در سال ۱۹۰۰ آغاز شد و در اصل برای آموزش پرسنل نظامی متمرکز شده بود.

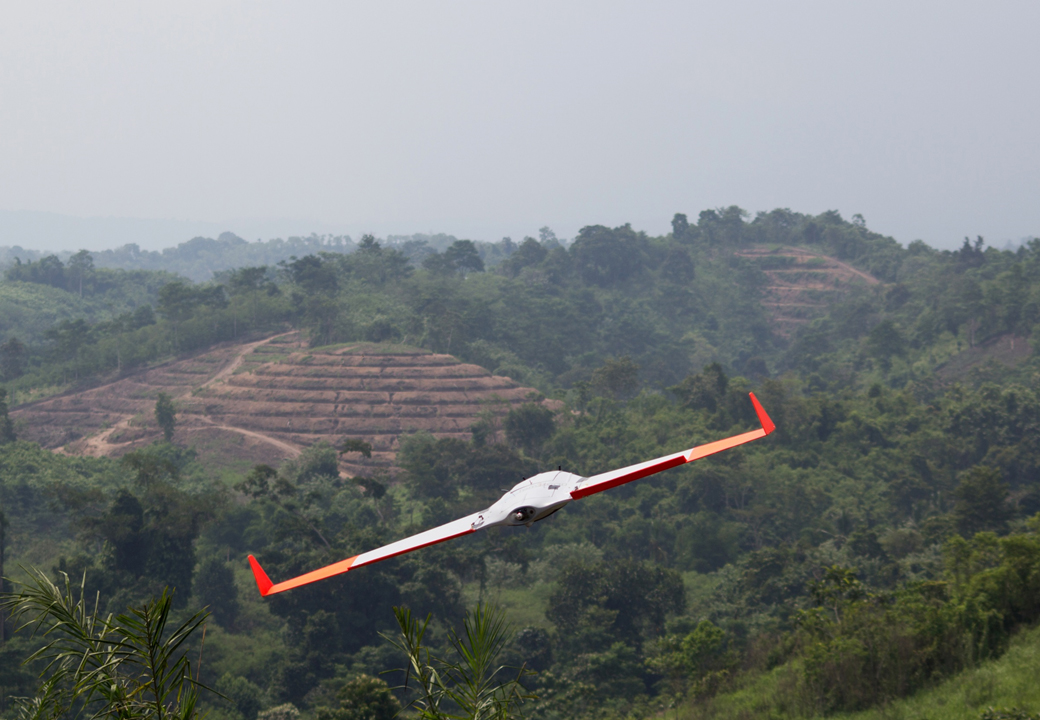
پهپاد Ai450 در حال نقشه‌برداری هوایی در اندونزی

توسعه پهپاد در طی جنگ جهانی اول تا هنگامی که شرکت هواپیمایی دیتون-رایت یک اژدر هوایی بدون سرنشین که در یک زمان از پیش تعیین شده منفجر شد، ادامه یافت.
در سال ۱۹۵۹، نیروی هوایی ایالات متحده، در مورد از دست دادن خلبانان در خاک دشمن نگران شد، بنابراین شروع به برنامه‌ریزی برای استفاده از هواپیماهای بدون سرنشین کرد. اوت ۱۹۶۴ درگیری در خلیج تونکین بین واحدهای نیروی دریایی ایالات متحده و نیروی دریایی ویتنام شمالی، آغازگر اعزام پهپادهای طبقه‌بندی‌شدهٔ آمریکایی (رایان مدل ۱۴۷، رایان AQM-91 فایرفلای، لاکهید دی-۲۱) به جنگ ویتنام شد. زمانی که دولت چین  تصویری از پهپادهای ایالات متحده از‌طریق شبکه جهانی تصویر، نشان داد.
جنگ فرسایشی (۱۹۶۷–۱۹۷۰) برجسته‌ترین نبردی است که معرفی پهپادهایی با دوربین‌های شناسایی در مبارزه در خاورمیانه است.
در سال ۱۹۷۳ جنگ یوم کیپور، اسرائیل از هواپیماهای بدون سرنشین به‌عنوان طعمه برای تحریک نیروهای مخالف به‌منظور هدر رفتن موشک‌های دشمن استفاده کرد.
در سال ۱۹۷۳ ارتش ایالات متحده رسماً تأیید کرد که آن‌ها از هواپیماهای بدون سرنشین در جنوب شرقی آسیا (ویتنام) استفاده کرده‌اند. بیش از ۵۰۰۰ نیروی هوایی ایالات متحده کشته شده‌اند و بیش از ۱۰۰۰ نفر از آنان از دست رفته یا دستگیر شدند. به گفته نیروی هوایی ایالات متحده ژنرال جورج اس. براون، فرمانده سیستم نیروی هوایی، در سال ۱۹۷۲، «تنها دلیلی که ما به (پهپاد) نیاز داریم این است که ما نمی‌خواهیم در کابین خلبان انسانی باشد.»
از سال ۲۰۱۲، نیروی هوایی ایالات متحده ۷۴۹۴ پهپاد - تقریباً یک سوم هواپیماهای نیروی هوایی ایالات متحده را به کار گرفته‌است. سازمان سیا نیز از پهپاد استفاده می‌کند.
 به گزارش BBC طبق آمار، در سال ۲۰۲۲ بیش از ۱۰۰ کشور جهان از پهپادهای نظامی استفاده می‌کنند.
از لیست ۱۸ کشوری که بین سال‌های ۲۰۱۰ تا ۲۰۱۹ پهپادهای نظامی خریداری کرده‌اند، ۱۲ کشور اول لیست همگی پهپادهای خود را از چین خریده‌اند.
آمریکا، چین، ترکیه، ایران و اسرائیل از‌جمله کشورهایی هستند که خود پهپادها را می‌سازند و گاهی به دیگر کشورها صادر می‌کنند.

## کاربرد
پهپادها هم‌اکنون به‌طور گسترده در زمینه‌های مخابرات، ناوبری جهانی، تحقیقات هواشناسی، جغرافیایی و جاسوسی و مقاصد نظامی به کار گرفته شده‌اند.
از مصارف غیرنظامی پهپادها نیز می‌توان به‌عنوان نمونه به حادثه فوکوشیمایِ ژاپن که از پهپادها برای بررسی آسیب‌های وارده به این نیروگاه استفاده شد اشاره نمود. پهپادها نقش مهم و تأثیرگذاری در شناسایی و ردیابی کشتی‌هایی که به صید غیرقانونی موجودات دریایی نظیر ماهی می‌پردازند یا خاموش کردن آتش‌سوزی‌ها و جایی که پرواز برای خلبان خطر دارد، ایفا می‌کنند. اما به تازگی وظیفه غیرنظامی تازه‌ای برای پهپادها در نظر گرفته شده تا به ایفای نقش متفاوتی بپردازند. شرکت‌های معروف آمازون، گوگل و ای‌بی اقدام به طراحی و آزمایش پهپادهای ترابری نموده‌اند. از ویژگی‌های بارز این طرح می‌شود به بالارفتن سرعت تحویل سفارش‌ها به مشتریان اشاره کرد.
اکنون در اروپا پهپادهای هلندی نقش قابل توجهی در قالب نیروهای امداد و نجات، اورژانس و آمبولانس ایفا می‌نمایند و به کمک مصدومان و زخمی‌ها می‌شتابند. در همهٔ کشورهای جهان از جمله کشورهای اروپایی بسیاری از بیماران و آسیب دیدگان اورژانسی که نیازمند خدمات درمانی فوری هستند به دلیل عدم واکنش سریع امدادگران به موقع به مراکز درمانی نمی‌رسند. همین‌طور در ایران این پهپادها برای کاربردهای هواشناسی به کار می‌آیند.

## گسترش در جهان
در حال حاضر چندین کشور در حال ساخت و گسترش ۲۵۰ مدل پهپادهای اکتشافی هستند. پهپاد هرمس ۴۵۰، نورثروپ گرومن بت، دی جی آی فانتوم، جنرال اتمیکس ام‌کیو-۱ پرداتور، جنرال اتمیکس ام‌کیو ۹ ریپر، جنرال اتمیکس ام‌کیو-۱سی گری ایگل، جنرال اتمیکس جی‌ان‌ای‌تی، جنرال اتمیکس ای‌ال‌تی‌یواس ، جنرال اتمیکس اروناتیکال سیستمزو شاهد ۱۳۶ برخی از مشهورترین پهپادهای جهان هستند.

## انواع پهپاد
پهپادها را می‌توان به اشکال مختلف دسته‌بندی کرد
از نظر قابلیت حمل و ابعاد سه دسته‌بندی وجود دارد
- پهپادهای بسیار کوچک که حتی در حد چند گرم وزن دارند (ریزپرنده)
- پهپادهای مینیاتوری که کمتر از ۲۵ کیلوگرم وزن دارند.
- پهپادهای سنگین

از نظر ساختار شکلی هم می‌توان پهپادها را به دسته‌بندی زیر تفکیک کرد
- پهپاد با بال ثابت (fix wing) که عملکردی مشابه هواپیماهای بال ثابت دارند.
- پهپاد مبتنی بر ملخ (Multi Rotor) که عملکردی مشابه چرخبال‌ها دارند.

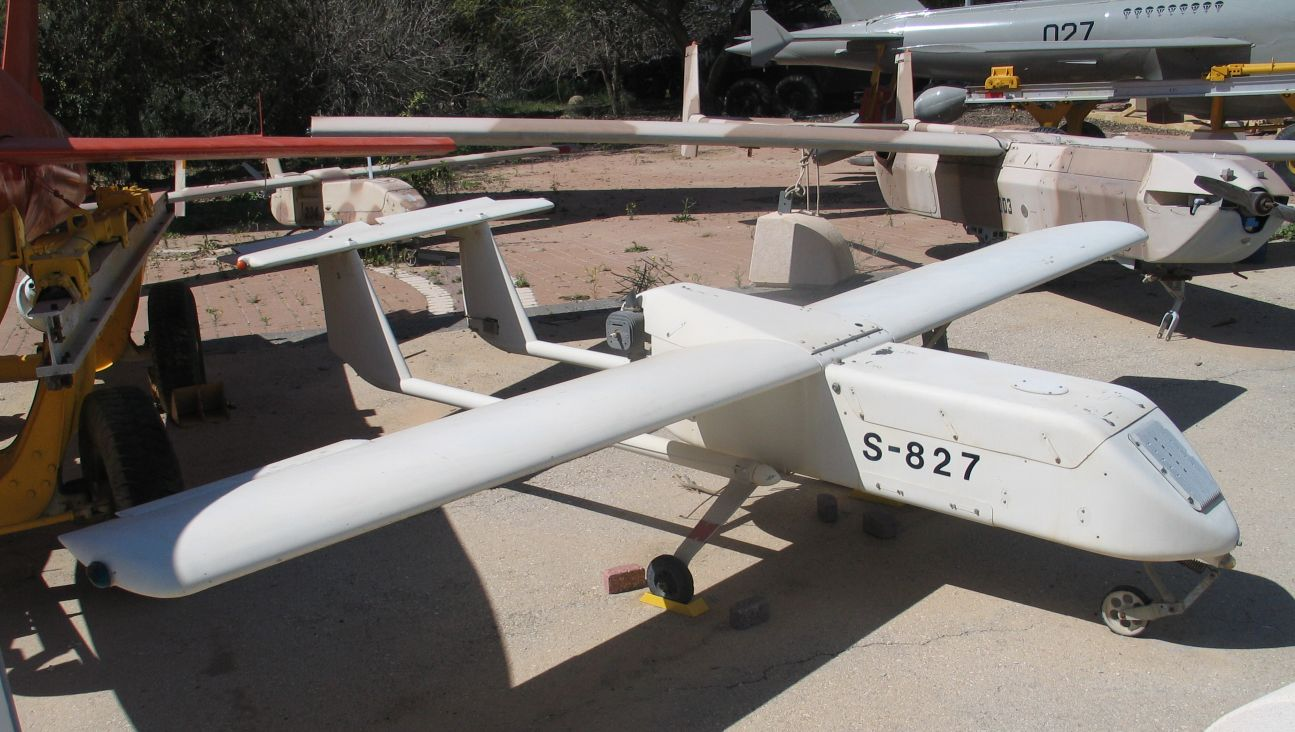
نمونه پهپاد بال‌ثابت

از نظر کاربرد هم می‌توان پهپادها را در چهار دسته زیر قرارداد:
- پهپادهای نظامی که امکان حمله به اهداف زمینی یا هوایی را دارند
- پهپادهای تجسسی و جاسوسی
- پهپادهای پشتیبانی و لجستیکی
- پهپادهای غیرنظامی و تجاری

از نظر مکانیزم پرواز نیز پهپادها را به صورت زیر دسته‌بندی کرده‌اند:
- پهپاد عمودبرخاست
  - بال‌ثابت
  - بال متغیر
  - اثر مگنوس
  - پاراگلایدر
- پهپاد افق‌برخاست
  - تک‌پره
    - دوره‌ای (تناوبی)
    - بردار تراست متغیر
    - مرکز جرم متحرک
    - فن محصور

  - چندپره
    - دوپره
    - سه‌پره
    - چهارپره
    - بیش از چهارپره

  - اثر کواندا
  - سبک‌تر از هوا
  - هلی‌کوپتر
  - بال‌پره
  - پدالی
- پهپاد ترکیبی (هیبرید)
  - گردان
    - بدنه‌گردان
      - دم‌نشین
      - شبه‌دم‌نشین

    - اجزا گردان
      - بال‌گردان
      - پره گردان

  - غیر گردان
    - مجموعه دوگانه
    - بال‌چرخان
- پهپاد زیست‌محور
  - زیست‌الهام
    - بالزن
    - غیربال‌زن

  - زیست‌پایه (جاندار زنده در چرخه)
    - پرندگان
    - حشرات

## فناوری
پهپادها از لحاظ فناوری در چهار زمینه مورد بررسی قرار می‌گیرند:
پلتفرم، محموله، مخابرات و ارتباطات، تجزیه و تحلیل اطلاعات.

## بدنه
بدنهٔ یک پهپاد باید به‌طوری طراحی شود که بتواند سامانه‌های ارتباطیِ، جنگ‌افزارها، اشخاص، بارها و کلیهٔ لوازم مرتبط با مأموریت محوله‌اش را در خود جای دهد و ویژگی سازگاری با شرایط جوّی منطقهٔ مأموریت را نیز دارا باشد. بهترین عوامل برای طراحی یک بدنهٔ پهپاد سرعت، مدت پرواز و اطمینان‌پذیری آن است.

## موتور
پهپادها نیاز به نوع ویژه‌ای از موتورها دارند. در نوع پیستونی دور بالای موتور و وزن کم این موتور باعث متمایز کردن این موتور می‌شود.
بیشترین مصرف موتور در پهپادها مربوط به موتور وانکل و موتور دوکی و نوع ویژه‌ای موتور دوزمانه است. البته موتور وانکل کلا مصرف کمی دارد و میزان مصرف بالا قطعاً ارتباطی به نوع وانکل ندارد و احتمالاً گزارش مربوط به موتوری شبیه به وانکل بوده چون موتور وانکل به کم بودن مصرف و نداشتن میل سوپاپ و بازده بالا معروف است. دولت ایران با احداث کارخانه‌ای طی سال‌های گذشته اقدام به ساخت موتور پهپاد در دو نوع جت و پیستونی کرده و با احداث و افتتاح شرکت مادو در شهر قم تولید انواع موتور پهپاد را آغاز کرده‌است.

## محموله
منظور از محموله‌های پهپاد در واقع قطعه اضافی است که همراه پرنده برای انجام مأموریت‌های ویژه فرستاده می‌شود؛ که در پهپادهای شناسایی دوربین فیلم‌برداری و عکس‌برداری در پهپادهای هدف فلر و رفلکتور و در پهپادهای تهاجمی و انتحاری مهمات می‌باشد.

## چشم‌انداز
با توجه به پیشرفت روزافزون تکنولوژی در تولید پهپادها انتظار می‌رود که شرکت‌های حمل و نقل و فروشگاه‌های اینترنتی بخشی از نقل و انتقالات خود را توسط پهپادهای باربر پا به پا کنند. شرکت‌هایی چون آمازون و دی اچ ال از این فناوری برای حمل و نقل استفاده می‌نمایند.

## پهپاد در ایران
قرار بود صنایع پهپادسازی ایران در سال ۱۳۶۰ شروع به کار کند. پس از انقلاب این طرح دچار وقفه شد؛ اما در نهایت منجر به تأسیس صنایع هوایی قدس در سال ۱۳۶۴ شد که مهم‌ترین محصولش پهپاد مهاجر ۱ در زمان جنگ ایران و عراق بود. صنایع هوایی قدس در اوایل دهه ۱۳۸۰ اقدام به طراحی و ساخت پهپادهای مهاجر ۴ و ابابیل ۳ کرد که بدل به موفق‌ترین پهپادهای شناسایی ایران شدند. این پهپادها به‌طور گسترده در تمامی یگان‌های نیروهای مسلح ایران از ارتش تا سپاه به خدمت گرفته شدند و حتی تعدادی هم به کشورهای آمریکای لاتین و آفریقا صادر شد. 
بجز صنایع هوایی قدس، مرکز تحقیقات صنایع هوایی شاهد هم در توسعه و ساخت پهپاد یا پرنده‌های بدون‌سرنشین فعال بود و این دو به همراه صنایع هواپیماسازی ایران یک پهپاد با دم وی (V) شکل و طراحی آیرودینامیکی مدرن تولید کردند که هسا ۱۰۰ نام گرفت. نمونه توسعه یافته هسا ۱۰۰، شاهد ۱۲۳ نامیده شد که نخستین پرواز آن در سال ۱۳۸۴ در شاهین‌شهر اصفهان انجام و تولید انبوه آن در سال ۱۳۸۸ آغاز شد. شاهد ۱۲۳ تبدیل به بستری برای طراحی و توسعه شاهد ۱۲۹ شد. نخستین پیش نمونه شاهد ۱۲۹ در اسفند ماه سال ۱۳۹۰ در فرودگاه بدر اصفهان به پرواز درآمد. پیش نمونه بعدی که برخلاف نمونه نخست مجهز به ارابه فرود جمع شونده بود در خرداد سال ۱۳۹۱ به پرواز درآمد.
پس از رونمایی پهپاد شاهد ۱۲۹ در مهر سال ۱۳۹۲ ابتدا سالی چهار فروند از این پهپاد تولید شد؛ بنابراین بین سال ۱۳۹۲ تا ۱۳۹۴، هشت فروند شاهد ۱۲۹ تحویل گردید. برخلاف برنامه‌ریزی اولیه، هرگز امکان استفاده موشک‌های هوا به سطح سدید ۳۶۱ یا فتح ۳۶۲ برای پهپاد شاهد ۱۲۹ فراهم نشد. علت ناکامی، در ساخت یک لانچر مناسب برای حمل این موشک‌ها در زیر بال‌های شاهد بود و همچنین ناتوانی در حل مشکلات هدف‌گیری و هدایت موشک نیز وجود داشت.
در عوض متخصصان صنایع هوایی شاهد اقدام به طراحی و ساخت نمونه‌ای از موشک سدید ۳۶۱ نمودند که همانند بمب هوشمند هدایت تلویزیونی، می‌توان آن را ضد اهداف زمینی متحرک و غیر متحرک به کار گرفت. این بمب هوشمند فاقد راکت موتور، سدید ۳۴۱ نام داشت. اما وقتی باله‌های پایدارکننده در طرفین آن نصب شدند، این بمب سدید ۳۴۵ نام گرفت و تبدیل به سلاح اصلی شاهد ۱۲۹ شد.
در سال ۱۳۹۹ نیز ارتش ایران از پهپاد آرش رونمایی کرد که با برد ۲۰۰۰ کیلومتر دور بردترین پهپاد انتحاری ایران و جهان است. از برخی پهپادهای مهم ایران می‌توان به: پهپادهای سری شاهد (شاهد۱۲۹، شاهد۱۳۶، شاهد۱۴۹، شاهد۱۷۱)، سری کمان (کمان۱۲ و کمان۲۲)، سری مهاجر (مهاجر۱ الی مهاجر۶)، فطرس، ابابیل، کرار، آرش، معراج۵۲۱، معراج۵۳۲ و … اشاره کرد.
نشنال اینترست در مقاله‌ای ضمن نام بردن از پنج نیروی پهپادی قدرتمند دنیا، از ایران نام برد و اشاره می‌کند که از جمله کشورها با بیشترین تجربه عملیاتی است.